# Очир (фильм)
«Очир» — советский немой драматический фильм 1933 года режиссёра Дарьи Шпиркан по собственному сценарию.
Премьера фильма состоялась 13 июля 1933 года.

## Сюжет
Табунщик Очир, победивший в национальных скачках, теряет своего единственного коня из-за азарта. Он вынужден наняться на конный совхоз, где начинает работать под руководством директора Сергея Клочкова. Очир сталкивается с трудностями адаптации к новой жизни и с врагами, стремящимися использовать его против директора конного совхоза.
Подстрекаемый бывшим баем Убаши, Очир стреляет и ранит Сергея, но позднее выясняется, что он действовал под влиянием лжи и манипуляций. Очир получает должность заместителя директора и старается искупить свою вину через самоотверженную работу. Он находит поддержку и дружбу в Сергее, который помогает ему преодолеть прошлые ошибки. На торжестве передачи лучших коней в Красную Армию Очир раскрывает правду и может двигаться вперед, освободившись от прошлого.

## Роли исполняют
- Зула Нахашкиев — Очир, табунщик
- С. Мусов — старейшина рода Джимбаевых
- Б. Кушлыков — Бадьма, отсекр конесовхоза
- Николай Хрящиков — Сергей Клочков, директор конесовхоза

## Съёмочная группа
- Автор сценария, режиссёр: Дарья Шпиркан
- Операторы: Владимир Яковлев, Михаил Ротинов
- Художник-постановщик: Пётр Якимов